# 紫兒·波特萊爾
紫兒·波特萊爾（英語：Violet Baudelaire）是雷蒙尼·史尼奇系列小說《波特萊爾大遇險》的三名主角之一，在系列十三本書均有登場。是波特萊爾家的長女，初登場時14歲，有弟弟克勞斯和妹妹桑妮。紫兒擅長發明各種設備，往往能把最普通的物品改造成有用的設備，並多次運用其技能與弟妹共同挫敗歐拉夫伯爵的邪惡計畫。

## 人物概述
起初，三姊弟都與富有的父母住在波特萊爾大宅內，度過了幸福的童年。紫兒在很小的時候就熱愛發明，每當她要開始發明時，就會用絲帶綁住頭髮。
在紫兒14歲生日後不久，父母在一場大火中遇難。作為波特萊爾家的長女有責任照顧與保護她的弟妹，也是波特萊爾家遺產的直接繼承人，年滿18歲後即可繼承雙親的遺產。三姊弟被無能的銀行家波先生送往新監護人歐拉夫伯爵家，歐拉夫伯爵打算利用演出戲劇與紫兒結婚成為她的法定丈夫，藉此謀得財產，但機警的紫兒以左手在結婚證書上簽字使得這場婚姻變得不合法，挫敗歐拉夫伯爵的計畫。之後，她與弟妹歷經一系列悲慘的遭遇，換取一個又一個的監護人，歐拉夫伯爵與他的同夥總是窮追不捨。在第十集時紫兒與夸麥爾三兄妹的魁格里·夸麥爾產生深厚的感情。

## 創作背景
紫兒的姓「波特萊爾」取自於現實世界中的法國詩人查尔斯·波德莱尔，而她的名字「紫兒」（Violet）則是個英國名字。作者丹尼爾·韓德勒（雷蒙尼·史尼奇為其筆名）曾表示波特萊爾一家是猶太人。

## 影視改編
在2004年電影《波特萊爾的冒險》，紫兒由艾蜜莉·布朗寧飾演。布朗寧也因飾演該角而獲得了澳洲電影學院的國際最佳女主角獎。
在Netflix公司製作、2017年首播的劇集《波特萊爾的冒險》裡，紫兒由瑪麗娜·韋斯曼飾演。該劇特別著重於描繪紫兒的機械發明。